# کؤهول‌لر تپه
کهوللر تپه مربوط به سده‌های اولیه دوران‌های تاریخی پس از اسلام است و در شهرستان مراغه، بخش سراجو، دهستان سراجوی شرقی، روستای کرمجوان واقع شده و این اثر در تاریخ ۲۵ آبان ۱۳۸۷ با شمارهٔ ثبت ۲۳۶۳۸ به‌عنوان یکی از آثار ملی ایران به ثبت رسیده است.